# Paradiset (TV-serie)
Paradiset (finska: Paratiisi) är en spansk-finsk thriller- och dramaserie. Första säsongen består av åtta avsnitt hade premiär i Finland den 7 februari 2020. Den tredje säsongen hade premiär den 1 september 2024, och hade premiär på SVT Play den 13 november 2024.

## Handling
Serien kretsar kring brottsutredaren Hilkka Mäntymäki som reser till Fuengirola på spanska solkusten för att undersöka en finsk familjs försvinnande. Väl där ställs inför en mordserie som specifikt riktar sig mot finländare.

## Rollista (i urval)
- Riitta Havukainen - Hilkka Mäntymäki
- Fran Perea - Andrés Villanueva
- María Romero - Luisa Salinas
- Risto Tuorila - Aarne Mäntymäki